# Cuinar amb mantega
Cuinar amb mantega (títol original en francès: La Cuisine au beurre) és una pel·lícula franco-italiana dirigida per Gilles Grangier i estrenada el 1963. Ha estat doblada al català.

## Argument[2]
Després d'alguns anys passats en captivitat durant la Segona Guerra Mundial, després en llibertat amb Gerda a Àustria, fins a la tornada del marit d'aquesta, Fernand Jouvin, restaurador marsellès rialler i mentider, torna a Martigues per trobar la seva dona Christiane. Però descobreix que aquesta, creient-lo mort, s'ha casat de nou amb André, un cuiner normand, que ha transformat el seu petit restaurant en una taula reputada. Fernand s'incrusta en la seva antiga casa, i la rivalitat s'instal·la entre el normand treballador i el marsellès mandrós.

## Repartiment
- Fernandel: Fernand Jouvin
- Bourvil: André Colombey
- Claire Maurier: Christiane Colombey
- Andrex: Pelletan
- Mag-Avril: Sra. Rose
- Edmond Ardisson: Carlotti
- Henri Arius: L'alcalde
- Laurence Lignères: Marinette
- Évelyne Séléna: Louise
- Gaston Rey: Espinasse
- André Tomasi: Gervasoni
- Roger Bernard: Jeannot
- Henri Vilbert: Maitre Sarrazin
- Anne-Marie Carrière: Gerda
- Michel Galabru: Maximin
- Max Amyl: un fotògraf (No surt als crèdits)
- Georges Audoubert: un client (No surt als crèdits)
- Frédéric Gérard: un periodista (No surt als crèdits)

## Producció

### Casting
Trobada d'un admirador amb el seu ídol: Bourvil, ja des de la infantesa, admirava enormement el veterà Fernandel, i començà la seva carrera com a cantant interpretant-ne cançons a la ràdio. Cuinar amb mantega fou la primera ocasió que tingué Bourvil de rodar amb el seu ídol. En el rodatge, Fernandel, molt cregut, decebé enormement Bourvil: la filmació va estar aturada durant quatre setmanes de resultes d'una enrabiada de Fernandel, que trobava el guió poc interessant i demanava repetidament que fos modificat. Per aquesta raó, Bourvil no volgué mai més treballar amb Fernandel.

### Rodatge
- Període de preses de vista: 7 de juny al 16 de setembre de 1963.
- Interiors: París Estudis Cinema de Boulogne-Billancourt (Alts del Sena).
- Exteriors :
  - Martigues, tribunal d'apel·lació d'Ais de Provença (Boques del Roine).
  - Le Noyer-en-Ouche, La Ferrière-sur-Risle (Eure).

### Promoció
Els secrets d'una bona recaptació: per a la promo de la pel·lícula, la producció descobria la seva recepta: 
| « | Amb Cuinar amb mantega, assistim al matrimoni de la murrieria normanda i de la burla marsellesa. Com ho explica Raymond Oliver, heus aquí la recepta per fer una pel·lícula capaç de satisfer els espectadors que volen riure en el cinema. Greixa la paella amb una nou accent normand. Llança un pessic d'herbes provençals. Quan això s'enrosseix, pren un Fernandel i un Bourvil de la bona collita que col·loca de costat i deixa coure amb un got de Sol, molt all, afegeix algunes boniques dones, una maneta de bon humor i després d'haver incorporat un pessic de música molt plena de color signada per Jean Marion, serveix calent aquest plat que batejarà Cuinar amb mantega | » |